# ブラン・マンジェ

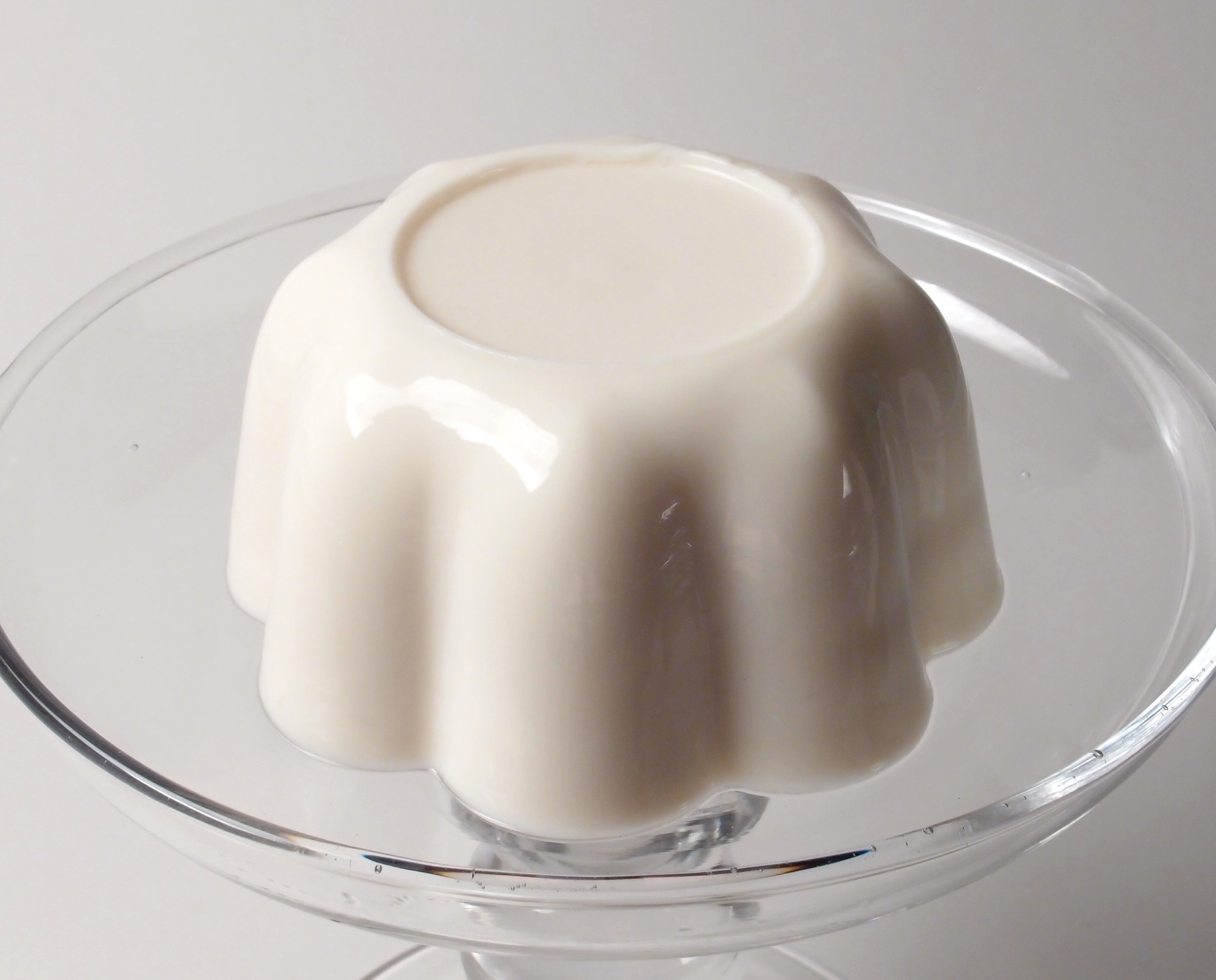

ブラン・マンジェ（フランス語: blanc-manger、ブラマンジェとも）は冷菓の一種。
現在の日本では砂糖、洋酒、生クリーム、バニラなどで風味をつけた牛乳を、ゼラチンで固めたレシピが多いが、本来は砕いたアーモンドからアーモンドミルクを抽出して牛乳に香りを付けて作り、肉が入ることもあった。名称は古フランス語で「白い食べ物」という意味の「blanc manger」に由来する。ババロアやパンナコッタと似ているが、多少材料や作り方が違う。

## 歴史
中東で砂糖とアーモンド粉を材料に作られたのが始まりという説があり、7世紀頃にヨーロッパに伝わったとされる。13世紀終わりにフランスで著された『あらゆる肉の調理手順』(Vez ci les enseingnemenz qui enseingment à apareillier toutes manières de viandes) には、鶏のブイヨンを作って米を煮込み、砂糖で甘味をつけたレシピが見られ、ワイン、鶏肉やアーモンド、クローブ、シナモン、サフラン、ガランガル（ショウガ科の植物）などを用いた類似の料理も記録されている。この料理書の写本に加筆した、ギヨーム・ティレルによるとされる14世紀の料理書『ギヨーム・ティレル、通称タイユヴァンによる肉料理』(Le Viandier de Guillaume Tirel dit Taillevent) の病人用のブラン・マンジェは、シャポン（去勢雄鶏）を茹でてから、その肉をアーモンドと一緒によく叩いてつぶし、鶏のブイヨンと混ぜてモスリンで濾してから煮詰め、香辛料の粉末をふりかけたものである。中世のブラン・マンジェはプディング状のアントルメとして供されるか、液状のままで甘いスープのように供された。当時貴重品だった米や香辛料、砂糖を用いているため、ブラン・マンジェは上流階級のみが口にできる大変贅沢な料理だった。また、当時消化に良いと考えられたり、薬効があると考えられた素材で作られているため、療養食ともされていた。肉食が禁じられる四旬節期間中は、鶏の代わりに魚を用いたブラン・マンジェが作られた。
17世紀初めのランスロ・ド・カストー (Lancelot de Casteau) による『料理書』(Ovvertvre de Cvisine) には、アーモンドミルクの代わりに牛乳を加えたレシピがある。17世紀半ばのフランソワ・ピエール・ド・ラ・ヴァレンヌ (François Pierre de la Varenne) による『フランソワの料理書』(Le Cvisinier François) には鶏の代わりに牛肉や仔牛肉のブイヨンを用いてもよいと書かれている。17世紀終わりのフランソワ・マシアロ (François Massialot) による『王家とブルジョワの料理書』には2つのレシピがある。1つ目は鶏のブイヨンに仔牛の足を入れて煮込むことでゼラチン質を強化し、アスピック状にしたもので、様々に着色してもよく、アントルメ、主菜あるいはオードブルとしてもよいと書かれている。2つ目は削ったシカの角を加えてゼラチン質を強化したものである。
19世紀にアントナン・カレームが自著でブラン・マンジェを扱うころには、すでに肉のブイヨンの使用はすたれており、甘いアントルメ（デザート）としてのみ供されるようになっていた。カレームのブラン・マンジェはアーモンドミルクとグラニュー糖、魚の浮き袋からとったゼラチンで作られ、ラム酒、マラスキーノ、レモン、バニラ、コーヒー、チョコレート、ピスタチオ、ヘーゼルナッツ、イチゴで味付けしてもよいとすすめている。しかし、アレクサンドル・デュマ・ペールは自著『料理大辞典』(Le grand dictionnaire de cuisine) の中で肉の入った中世風のブラン・マンジェのレシピを記録している。オーギュスト・エスコフィエの『料理の手引き』(Le guide culinaire) はブラン・マンジェをデザートとしてのみ扱っており、エスコフィエの「フランス風ブランマンジェ」はアーモンド、水、砂糖、ゼラチンで作られている。

## 各国のブラン・マンジェ
フランスのみならず、ヨーロッパの他の国々でも宮廷を中心にブラン・マンジェが作られていた。イタリアではビアンコ・マンジャーレ (bianco mangiare)、スペイン語圏ではマンハル・ブランコ (manjar blanco)、ポルトガル語圏ではマンジャル・ブランコ (manjar branco) あるいは単にマンジャルと呼ばれている。国によって製法に違いがあり、ゼラチンではなく米粉やコーンスターチでとろみをつけることが多く、フランスのブラン・マンジェとは全く違う菓子となっていることもある。例えばボリビア、パナマ、ペルーとコロンビアのマンハル・ブランコはドゥルセ・デ・レチェのことである。アメリカ合衆国では20世紀半ば以降に砂糖を加えたコーンスターチを牛乳で溶き延ばしながら煮詰めたバニラプディングと同一視され、今日ではその名を聞くことも稀となった。